# Siphonandra elliptica
Siphonandra elliptica är en ljungväxtart som först beskrevs av Hipólito Ruiz López och Pav., och fick sitt nu gällande namn av Johann Friedrich Klotzsch. Siphonandra elliptica ingår i släktet Siphonandra och familjen ljungväxter. Inga underarter finns listade i Catalogue of Life.